# Sericosema immaculata
Sericosema immaculata är en fjärilsart som beskrevs av Barnes och Mcdunnough 1913. Sericosema immaculata ingår i släktet Sericosema och familjen mätare. Inga underarter finns listade i Catalogue of Life.